# Conseils d'ouvriers et de soldats

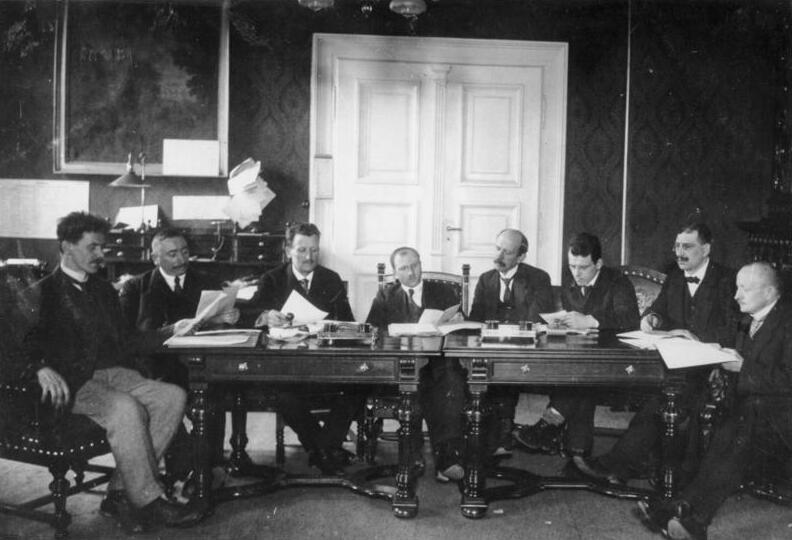
Réunion d'un conseil d'ouvriers et de soldats allemands en 1919.

En novembre 1918, des conseils d'ouvriers et de soldats ((de) Arbeiter- und Soldatenräte) se créent à Berlin et dans les grandes villes allemandes, sur le modèle des soviets russes. La monarchie a été renversée, et le prince Max de Bade, chancelier depuis le mois d'octobre, a dû s'effacer au profit de Friedrich Ebert, chef du SPD. Toutefois, les membres du SPD et les indépendants, issus d'une scission de son aile gauche, avaient beau être entrés à égalité (3 contre 3) dans le Conseil des commissaires du peuple, ils se disputaient les armes à la main le contrôle des quartiers de la capitale, affamée par le blocus allié. En janvier 1919, les spartakistes, soutenus par Moscou, déclenchent une insurrection pour prendre de court les élections à la Constituante prévues à la fin du mois, et dont ils ont toutes les raisons de redouter les résultats. Mais il leur manque un vrai chef. Ils sont divisés sur la tactique à suivre et, surtout, les sociaux-démocrates négocient directement l'armistice avec les Alliés. L'affaire se termine tragiquement, le ministre de la guerre socialiste, Gustav Noske, n'hésitant pas à recourir à un corps franc d'officiers d'extrême-droite, pour écraser les spartakistes, dont les leaders Karl Liebknecht et Rosa Luxemburg sont assassinés en prison. En mars, une nouvelle grève est matée avec une extrême brutalité. Noske est directement responsable de la répression féroce du mouvement qui a conduit à la création à Munich d'une république des conseils, autrement dit des soviets, en réaction contre l'assassinat le 21 février du journaliste pacifiste Kurt Eisner, autoproclamé en novembre, président d'une éphémère république socialiste bavaroise. Le souvenir de ces tragédies, va durablement marquer les esprits et explique en partie le refus de Staline à tout rapprochement avec la social-démocratie contre le nazisme naissant.